# Замен, Готлиб Иосифович
Готлиб Иосифович Замен (нем. Gottlieb Franz Emanuel Sahmen; 1789—1848) — российский медик и педагог, профессор Дерптского университета; доктор медицины.

## Биография
Родился 22 июля 1789 года в Оппекальне Лифляндской губернии в семье пастора. Окончив гимназию в Риге, Замен поступил в 1806 году на медицинский факультет Императорского Дерптского университета, откуда вышел в 1811 году со степенью доктора медицины.
Последующие три года Замен состоял в имении Мойзекюль домашним учителем, а затем в 1814 году отправился за границу для дальнейшего обучения, где провел один год в Вене, а другой в Вюрцбурге.
В 1816 году Готлиб Иосифович Замен возвратился в Дерпт и получил место уездного врача. 
В 1823 году ему было предложено заведовать медицинской клиникой, а в 1826 году Замен стал преемником профессора Стикса, получив кафедру диететики, фармакологии, истории медицины и медицинской литературы, а в 1828 году, после смерти профессора Струве, перешёл на кафедру терапии и клиники, которую занимал до 28 февраля 1847 года.
Умер 3 мая 1848 года в городе Дерпте.
Его сын Генрих (эст. Joseph August Heinrich Sahmen‎; 1829—1896) также связал свою жизнь с Императорским Дерптским университетом заняв в нём место приват-доцента.

## Избранная библиография
- «Dogmata veterum et recentiorum medicorum eorumque in praxi medica usus». Diss. inaug. Dorpati. 1811;
- «Ueber die gegenwärtige Stellung der Homöopathie zur bisherigen Heilkunde». Dorpat. 1825;
- «Die Krankheiten des Gehirns und der Hirnhäute, pathologisch betrachtet». Dorpat und Riga. 1826;
- «Ueber die Witterungs-und Krankheits-Constitution der Stadt Dorpat in den Jahren 1822, 1823, 1824» (сообща с F. Parrot);
- «Uеber die Witterungs und Krankheits-Constitution der Stadt Dorpat in den Jahren 1828—32»;
- «Bemerkungen über dem Jntestinaltyphus»; «Ein Paar Worte über die medicinischeiteratur Russlands«»(«Dorpater lahrbücher» 1834);
- «Anzeige der Tyretologia systematica, usui academico accommodata, auctore Prof. Dr. H. Blumenthal. Charcov. 1834» (ib. 1835).